# Liste de catastrophes naturelles en Haïti
Les tempêtes et cyclones tropicaux, pluies torrentielles, crues, inondations, tremblements de terre touchent régulièrement Haïti. 

La saison des ouragans s’étend du mois de juin jusqu’à la fin du mois de novembre.
Voici une liste, non exhaustive, des désastres naturels ayant frappé Haïti à compléter au fil des évènements.

## Av.XVIIIesiècle
1564
- Tremblement de terre[2]

1684
- Tremblement de terre[3]

1691
- Tremblement de terre

7 juin 1692
- Tremblement de terre à Port Royal.

## XVIIIesiècle
1701
- Tremblement de terre

1713
- Tremblement de terre

1734
- Tremblement de terre

1751
- 18 octobre : à 2 heures de l'après-midi, par un temps calme et serein, tremblement de terre à Port-au-Prince avec 2 secousses violentes de 3 minutes environ. La ville est détruite.  L'historien Moreau de Saint-Méry relate qu'à Port-au-Prince, en 1751 « une seule des maisons de maçonnerie ne fut pas renversée ».  La ville de Saint-Domingue perdit plusieurs édifices : les casernes, le magasin général ainsi qu'une partie de l'intendance s'écroulèrent. Le 28 octobre, 3 secousses furent ressenties, le 29 octobre 2 secousses et le 19 novembre 2 secousses très fortes puis une autre le 21 novembre. Du 22 novembre au 8 décembre, 25 secousses furent ressenties[3].

1767
- 27 décembre : à 4h30 du matin, tremblement de terre, qui ne cause aucun dommage.

1768
- 10 octobre : Tremblement de terre (3 secousses)

1769
- 14 août : Tremblement de terre (1 secousse)

1770
- 20 janvier : Tremblement de terre
- 12 avril : Tremblement de terre
- 3 juin : à 7h15 du soir, tremblement de terre avec 2 secousses de 4 minutes environ à Port-au-Prince et les régions du sud. Les villes sont détruites. En 1770, l'historien Moreau de Saint-Méry relate que « la ville entière fut renversée »[4].

1771
- 10 juillet : à 6 heures du matin tremblement de terre de 2 secondes.

1783
- 11 et 12 février :  3 tremblements de terre

1784
- Juillet : 2 tremblements de terre
- 28 août : Tremblement de terre
- 11 décembre : Tremblement de terre

1785
- 20 juillet : Tremblement de terre

1786
- 29 août : Tremblement de terre

1787
- 30 janvier : Tremblement de terre
- 23 avril : 2 nouvelles secousses

1788
- 10 mai : Tremblement de terre à 2 heures du matin

1789
- 6 octobre :  Tremblement de terre à 1h30 de l'après midi

1793
- Le 31 mai, le commandant du 1er bataillon de volontaires du Morbihan Jean-Marie Debray écrit : « Depuis un mois, nous avons éprouvé 3 tremblements de terre des plus rigoureux. À l'un d'eux, un vase haut de 20 pieds, qui couronnait une fontaine publique, est tombé et a tué une négresse et blessé d'autres. La police a condamné plusieurs maisons. Il en est peu qui n'aient été couleuvrées »[5].

1797
- Tremblement de terre

## XIXesiècle
1816

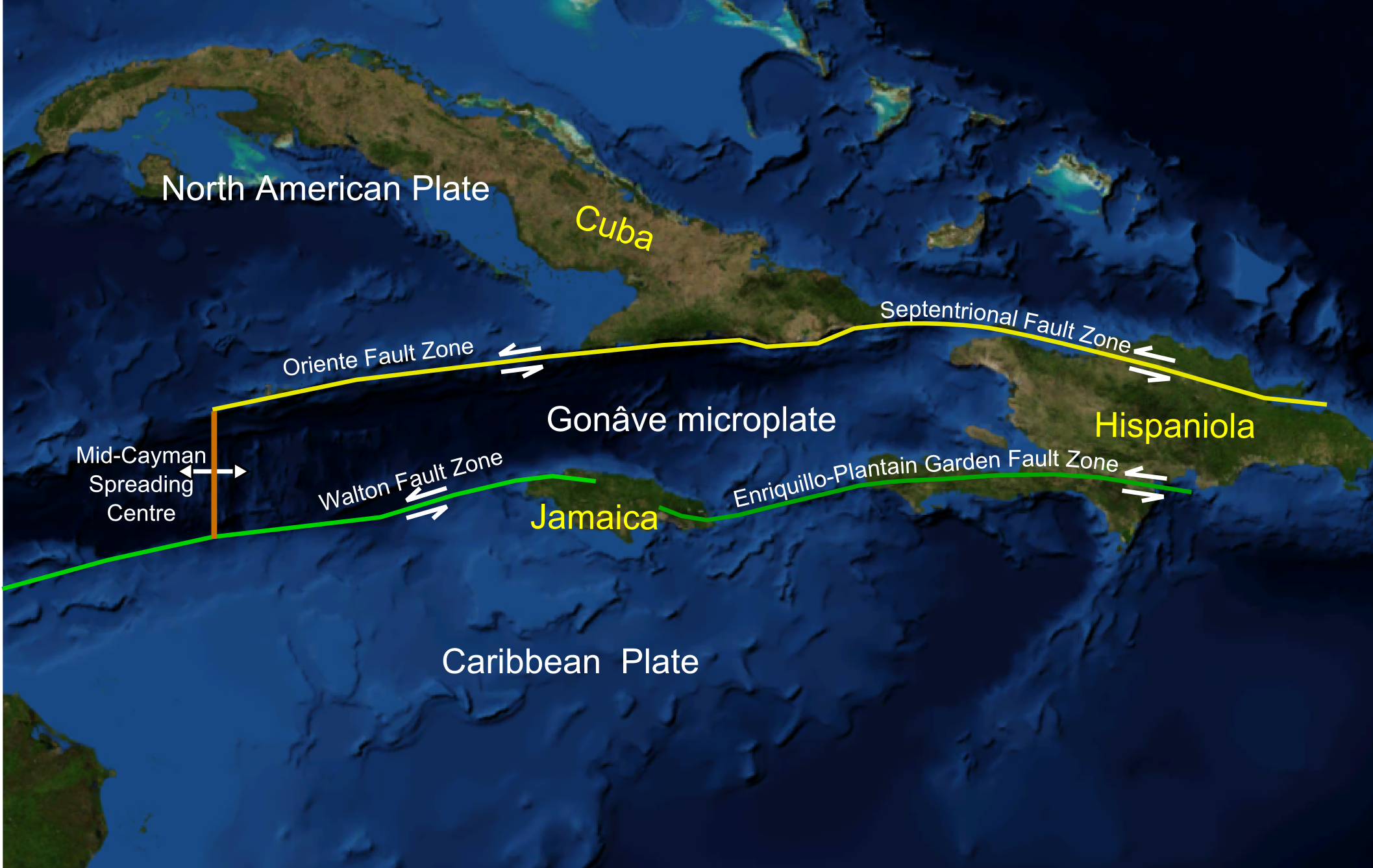
Vue de la microplaque de Gonâve où se situe la faille d’Enriquillo.

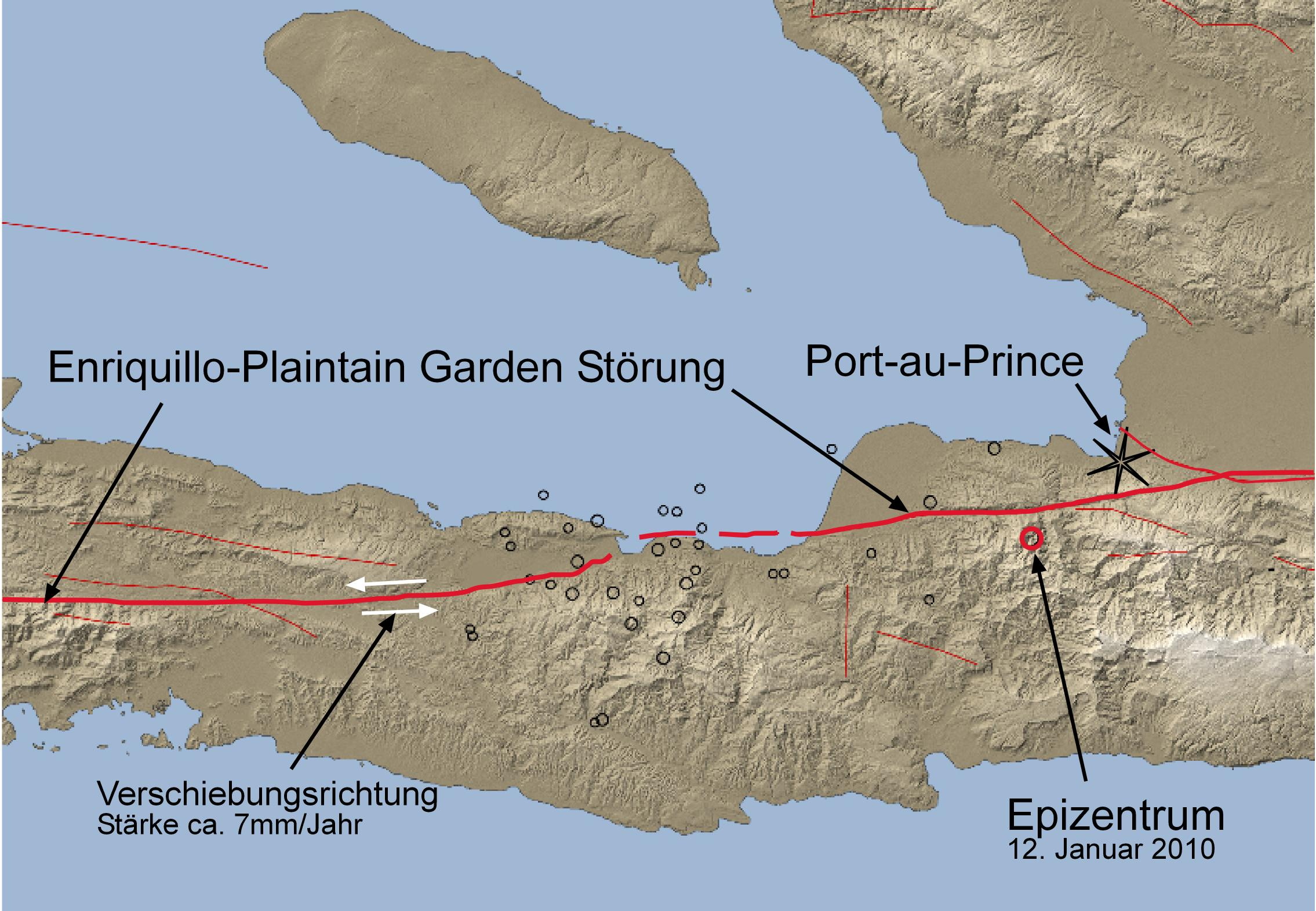
Position de la faille décrochante d'Enriquillo, qui autorise un mouvement horizontal de 7 mm/an.

- 18-19 novembre[6] : un ouragan fait des dégâts considérables dans les campagnes du département de l’Ouest et dans le golfe de la Gonâve.

1818
- 20 novembre : Tremblement de terre au cap Henri (2 secousses)[7]

1824
- 6 juin : Tremblement de terre à Port-au-Prince[7]

1825
- 19 novembre : Tremblement de terre à Port-au-Prince[7]

1831
- 12-19 août : Des pluies torrentielles provoquent des inondations à Les Cayes, faisant des centaines de victimes.

1842
- 7 mai : vers 5h30 de l'après midi, tremblement de terre suivi d'un tsunami à Cap-Haïtien et toutes les régions du Nord. La ville de Cap-Haïtien est détruite ainsi que les villes de Port-de-Paix, Les Gonaïves, Fort-Liberté et plusieurs villes de la République dominicaine furent touchées.

1860
- Tremblement de terre

1881
- Tremblement de terre

1887
- 23 septembre : tremblement de terre dans la région septentrionale d'Haïti.

## XXesiècle
1904
- Tremblement de terre dans le nord du pays. Port-de-Paix et Cap-Haïtien sont très sévèrement touchés[8].

1909
- 12 novembre : ouragan dans le département de l’Ouest. Environ 150 victimes sont recensées en particulier dans la plaine du Cul-de-Sac.

1910
- Tremblement de terre

1911
- Tremblement de terre

1912
- Tremblement de terre

1915
- 12-13 août : ouragan sur la péninsule Sud qui dévaste Jacmel, Les Cayes, Les Côteaux, Aquin, Jérémie.

1917
- Tremblement de terre

1918
- Tremblement de terre

1922
- Tremblement de terre

1924
- Tremblement de terre

1935
- 21 octobre : ouragan au Sud et Sud-Est. 2 000 personnes périssent.

1946
- Séisme dans le nord-est de la République dominicaine accompagné d’un tsunami dans la région de Nagua. Haïti est également touchée.
- Tremblement de terre

1952
- 27 octobre : tremblement de terre à Anse-à-Veau dans le Département de la Grande Anse faisant 6 victimes et des milliers de sans-abris.

1954
- 11-12 octobre : l'ouragan Hazel qui touche toutes les régions d’Haïti. À plus de 249 km/h, le cyclone tropical dévaste le pays faisant plusieurs milliers de victimes.

1956
- Tremblement de terre

1962
- Tremblement de terre

1963
- 3 octobre : l'ouragan Flora touche les départements du Sud et de l'Ouest faisant près de 5 000 morts.
- 14 novembre : inondations de la Grande Rivière du Nord faisant près de 500 victimes.

1964
- 24 août : l'ouragan Cleo touche la côte Sud et plus particulièrement la région des Cayes faisant 192 morts.

1966
- 29 septembre : l’ouragan Inès dévaste, à plus de 170 km/h, les départements du Sud et de l'Ouest

1972
- 20 mai : inondations dans la Région des Cayes. Bilan 20 disparus et des pertes considérables en biens matériels.

1980
- 5 août : l'ouragan Allen balaye, à plus de 270 km/h, la côte Sud et plus particulièrement la région des Cayes faisant environ 200 morts.

1984
- 10 juin : inondations à Port-de-Paix.

1986
- 1er juin : inondations Région des Cayes. Bilan : 20 000 hectares noyés et plusieurs milliers habitations endommagées.
- 23 octobre : inondations île de la Gonâve. Bilan: 31 morts, 906 sans-abris, plus de 380 maisons détruites ou endommagées.

1987
- 27 avril : inondations à Port-de-Paix.
- 8 mai : inondations à Thiotte dans le département du Sud-Est et dans les zones de Delmas et Caradeux à Port-au-Prince.

1988
- 27 janvier : inondations dans le Nord-Ouest.
- 20 juin : inondations de L'Estère dans l'Artibonite.
- 11 septembre : l'ouragan Gilbert dévaste la côte Sud et plus particulièrement les régions d’Anse-à-Veau, Camp-Perrin, Cavaillon, Les Cayes, Ile-a-Vache, Jacmel, Jérémie, Kenscoff et Port-Salut. Puis une bonne partie de l'Ouest dont Petit-Goâve et ses environs. Petit-Goâve (Ville de naissance de René Depestre, de Luné Roc Pierre Louis, de Liliane Pierre Paul et de Kervins Belfort.....)  étant la ville-ceinture reliant le grand Sud et le reste du pays, ce qui rendit difficile l'approvisionnement des zones ravagées par les aides provenant de la capitale.
- 8 octobre : inondations dans la plaine de Léogâne.

1989
- 23 février : inondations sur l'île de la Gonâve. Bilan: 4 945 familles affectées, 1 527 maisons détruites et 1640 endommagées.

1994
- 12 et 13 octobre : l'ouragan Gordon traverse le département du Sud-Est et la péninsule du Sud provoquant des inondations et faisant environ 2000 morts et disparus.

1998
- 23 septembre : l'ouragan Georges dévaste les régions du Sud-Est et du Nord-Ouest d'Haïti faisant 147 morts, 34 blessés graves, 40 disparus, et 167 500 sinistrés.

## XXIesiècle
2002
- 24-27 mai : inondations Péninsule du Sud. La ville de Camp Perrin et les localités d'Asile et d’Anse-à-Veau sont les plus touchées par ces averses tropicales. Bilan : 31 morts, 14 personnes disparues et plus de 7 000 sinistrées dans le département du Sud[9].

2004
- 23-24 mai : des pluies torrentielles qui se sont abattues sur la partie sud-est d'Haïti dans la nuit du 23 au 24 mai ont fait 1 232 morts, 1 443 disparus et 31 130 personnes sinistrées[10]. Mapou[11],[12] Belle-Anse avec 432 morts, Bodary avec 350 morts et Fonds-Verrettes avec 237 victimes situées dans le département du Sud-Est furent les localités les plus affectées. 
La gravité de ce désastre poussa le gouvernement intérimaire Boniface/Latortue à faire du vendredi 28 mai une journée de deuil national.
- 10 septembre : l'ouragan Ivan frappe la péninsule du Sud et la côte Ouest causant, dans diverses régions, d'importants dégâts matériels dus aux inondations.
- 18-19 septembre : l'ouragan Jeanne traverse la bande septentrionale d'Haïti et le Haut Artibonite causant des inondations qui ont fait 1 870 morts. Le bilan s'élève à 2 620 blessés, de 846 disparus et de 300 000 sinistrés et avec plus de 3 000 morts, Les Gonaïves, est la ville la plus durement frappée[13].

2005

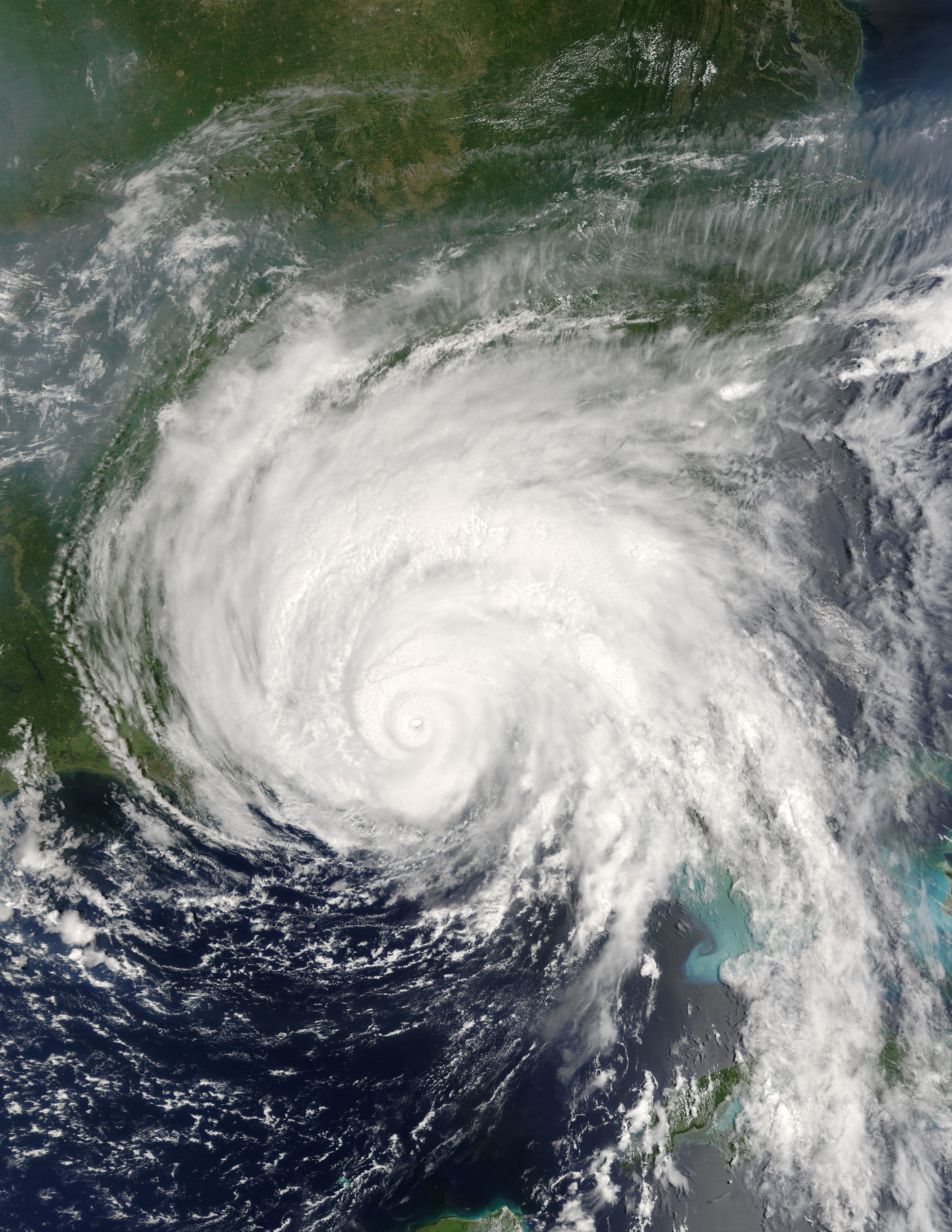
L'ouragan Dennis, le 10 juillet 2005 à 16:15 UTC.

- 6 et 7 juillet : l'ouragan Denis touche la côte sud-est d'Haïti, provoquant des inondations dans plusieurs villes du Sud (Bainet, Grand-Goâve, Les Cayes...) et faisant plus de 500 sans-abri.
- 4 octobre : inondations dans diverses régions du pays dont Pétion-Ville et Grand Goâve dans le département de l'Ouest, où les crues provoquèrent des pertes considérables. Le gouvernement n'a fourni aucun bilan sur cette catastrophe.
- 17-18 octobre : l'ouragan Wilma touche l'ouest et le sud d'Haïti.
- 23 octobre : la tempête tropicale Alpha traverse la presqu'île du Sud dont les départements de la Grande Anse et de Nippes.
- 25 octobre: Inondations provoquées par des pluies torrentielles qui se sont abattues dans plusieurs régions du Nord-Ouest dont les communes de Port-de-Paix, de Bassin-Bleu, de Anse-à-Foleur et de Saint-Louis du Nord.

2006
- 22 et 23 novembre : fortes pluies provoquant des inondations dans la Grand'Anse, le département des Nippes et le Nord-Ouest, provoquant l'endommagement des structures routières dont l'effondrement d'un pont à Ravine Sable sur la commune de Bonbon[14].

2007
- 17 mars : inondations dues aux pluies et averses s'abattant, pendant plus d’une semaine, sur une grande partie du territoire d'Haïti. six départements ont été particulièrement frappés :
  - Grande Anse : Jérémie, Abricots, Bonbon, Les Irois ;
  - Sud-Est : Jacmel ;
  - Ouest : Cité Soleil, Delmas, Port-au-Prince (Carrefour-Feuilles, Canapé Vert) ;
  - Nord-Ouest : Port-de-Paix, Saint-Louis du Nord, Anse-à-Foleur ;
  - Nord : Cap-Haïtien ;
  - Nord-Est : Ferrier, Ouanaminthe.
- 8-9 mai : pluies torrentielles faisant des dégâts considérables dans plusieurs régions du pays, en particulier dans les départements du Nord, du Nord-Est et du Sud. La ville de Ouanaminthe est particulièrement frappée et le pont reliant Haïti (de Ouanaminthe) à la République dominicaine (Dajabón) sévèrement endommagé.

2008

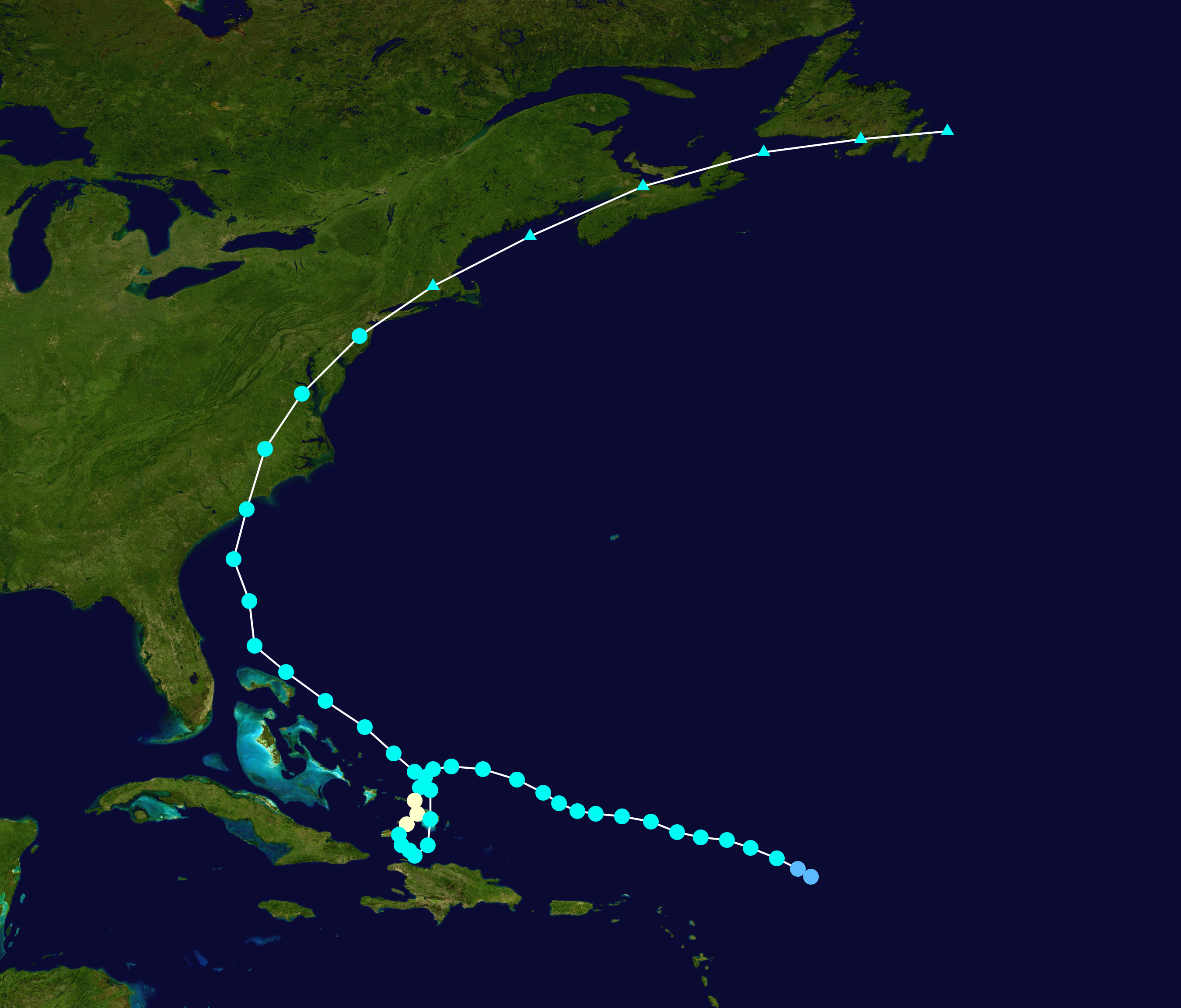
Trajectoire l'ouragan Hanna de 2008 avant sa transition extratropicale.

- 16 août : la tempête tropicale Fay traverse tout le pays[15] et ravage les cultures.
- 26 août : l'ouragan Gustav traverse la presqu'île du Sud dont les départements du Sud et de la Grande Anse faisant environ 77 morts et 8 disparus avec des dégâts matériels importants. 15 000 familles ont été affectées par la tempête qui détruisit 3 000 maisons et endommagea 11 458 autres.
- 1er septembre : l'ouragan Hanna ravage les départements de l'Artibonite et du Nord-Est. Plusieurs villes sont inondées dont Gonaïves. La ville est inondée et en certains endroits l'eau atteint deux mètres[16]. De nombreux habitants sont réfugiés sur les toits des maisons depuis hier soir pour fuir la montée des eaux. Le bilan officiel fait état de 529 morts. À côté des Gonaïves plusieurs villes des Jacmel, et dans plusieurs villes du Nord-Est, du Sud et du Sud-Est ont été inondées.
- 6 septembre : l'ouragan Ike, classé dans la catégorie 4, effleure les côtes septentrionales d'Haïti provoquant de fortes pluies dans les départements du Nord, de l'Ouest et du Nord-Ouest.

2009
- 20 octobre : fortes pluies sur la capitale haïtienne et ses banlieues. La commune de Carrefour, dans la banlieue sud de la capitale se trouve complètement inondée.

2010
- 12 janvier : Tremblement de terre d'Haïti de 2010 d’une magnitude de 7,3 survenu le 12 janvier 2010 à 16 heures 53 minutes, heure locale. Son épicentre est situé approximativement à 17 km de Port-au-Prince, la capitale d'Haïti. Une douzaine de secousses secondaires de magnitude s’étalant entre 5,0 et 5,9 ont été enregistrées dans les heures qui ont suivi. Le séisme a fait plus de 200 000 morts.
- 20 janvier : Second tremblement de terre[17],[18] d’une magnitude de 6,1 survenu le 20 janvier 2010 à 06 heures 03 minutes, heure locale. Son épicentre est situé approximativement à 59 km à l'ouest de Port-au-Prince, et à moins de 10 kilomètres sous la surface.
- 5 novembre : l'ouragan Tomas provoque des glissements de terrain dans le Sud du pays et des inondations à Port-au-Prince, faisant 3 morts[19].

2012
- Mai-juin : Les pluies ayant cessé plus tôt que d'habitude, en octobre, une sécheresse extrême s'installe dans le nord-ouest de l'île et le long de la côte nord.
- 24-25 août : l'ouragan Isaac provoque des inondations et de violents coups de vent dans les départements du Sud-Est et de l'Ouest qui avaient été touchés lors du séisme de janvier 2010 faisant 19 morts dont 6 dans le Sud-Est, 5 dans l'Ouest et 2 dans l'Artibonite.
- 24 octobre : Les pluies diluviennes de l'ouragan Sandy frappent les départements de l'Ouest, du Sud et de la Grand'Anse. Au moins 200 000 personnes sont sans abri[20], de 60 à 100 personnes seraient mortes[21], une nouvelle épidémie de choléra s'est répandue, et 70 % des récoltes du sud du pays furent détruites.

2013-2014
- Octobre 2013-avril 2014 : Sécheresse extrême en particulier dans le Nord-Ouest mais le Nord-Est et une partie du Centre et de l’Ouest ne sont pas épargnés[22].
- Épidémie de choléra[23]

2015
- Avril-juillet : Sécheresse[24]

2016
- 28 février : Inondation dans le Nord. La ville du Cap-Haïtien fut bloquée dans plusieurs jours. 9 600 maisons ont été inondées.

- Octobre : L'ouragan Matthew dévaste le département de Grand’Anse, et notamment la ville de Jérémie, les départements du Sud, des Nippes et une bonne partie de l'Ouest dont Petit-Goâve.

2017
- septembre :  Les pluies diluviennes de l'ouragan Irma frappent les départements, spécialement département du Nord-Est plus de 2 000 personnes qui vivent dans les cités sont sinistrées.

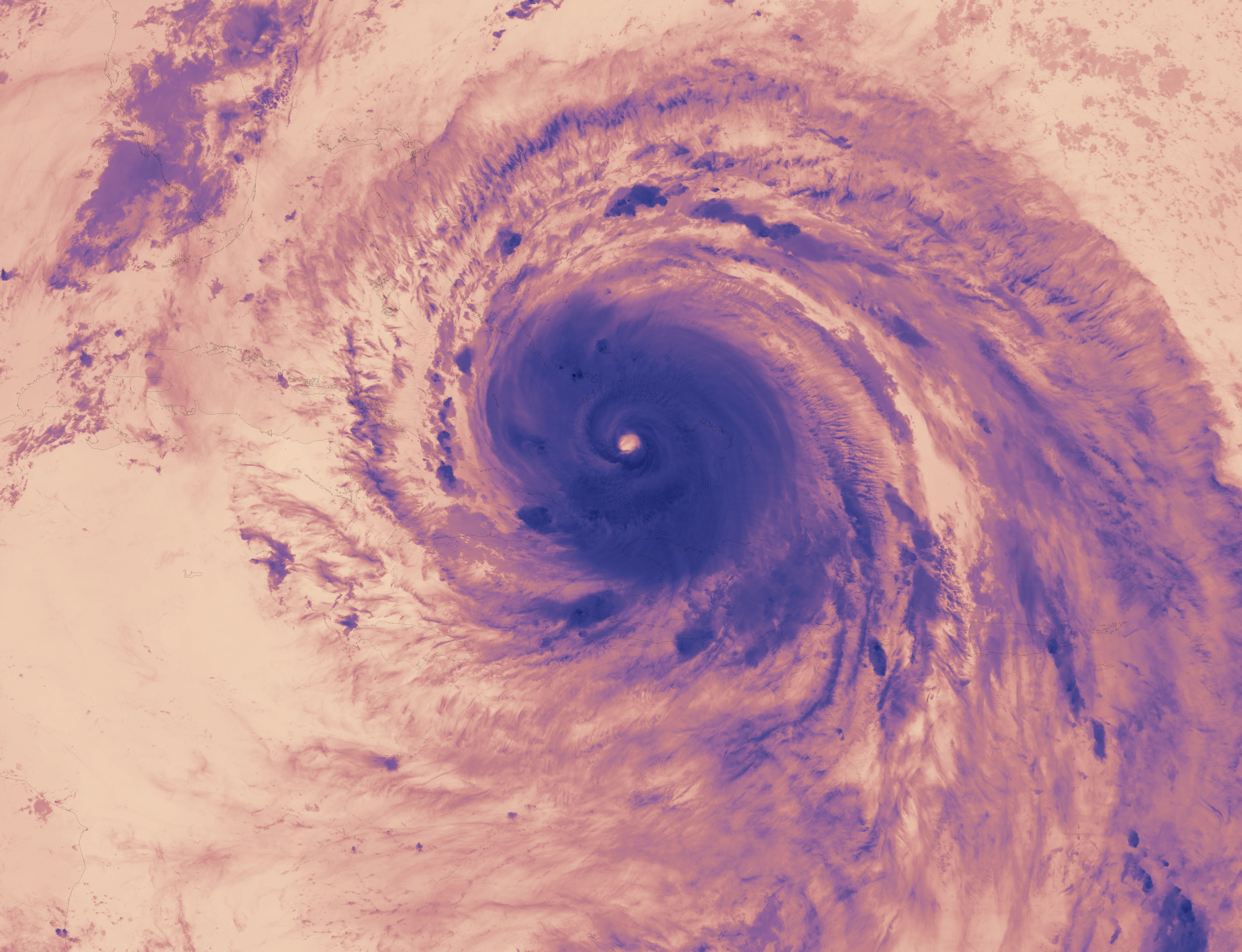
L'ouragan Irma

2018
- 6 octobre : Tremblement de terre d’une magnitude de 5,9 survenu le 6 octobre 2018. Le séisme fait 17 morts[25].

2021
- 4 juillet : L'ouragan Elsa passe près de la péninsule de Tiburon.

- 14 août : Tremblement de terre d’une magnitude de 7,2 survenu le 14 août 2021. Le séisme a fait au moins 2 207 morts[26].

- 17 août :  L'ouragan Grace apporte de fortes pluies, provoquant des inondations dans les zones touchées par le tremblement de terre. Des vents violents détruisent des maisons précédemment endommagées par le tremblement de terre.

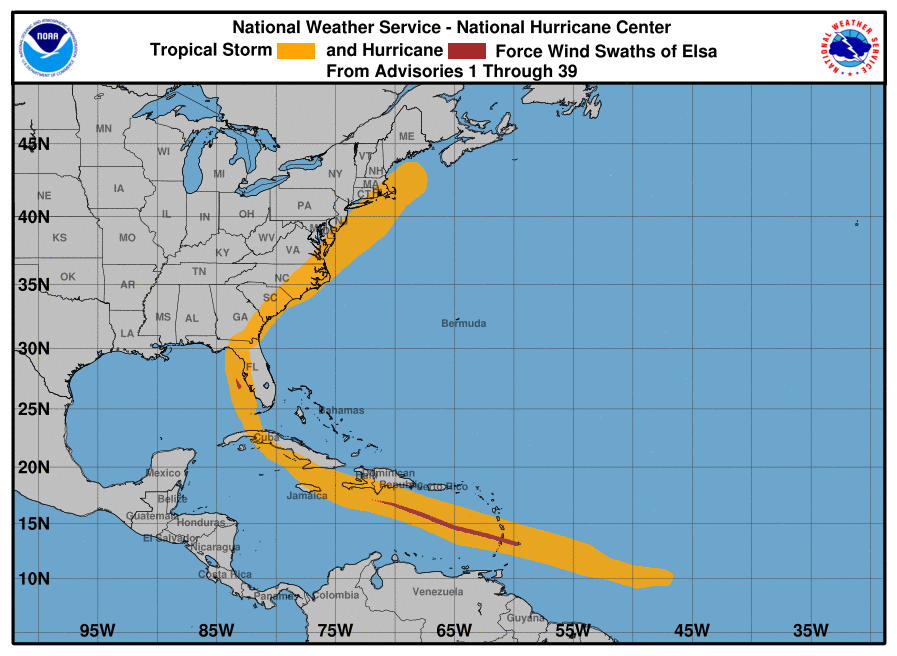
L'ouragan Elsa
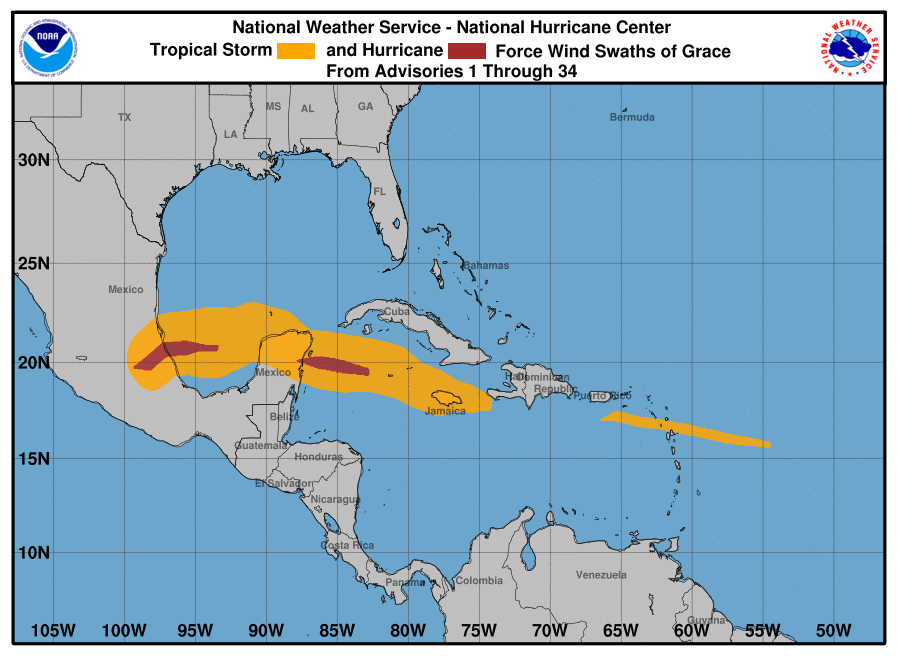
L'ouragan Grace

2022
- Entre le 31 janvier et le 1er février, de fortes pluies provoquent des inondations (en).

2023
- Les 2 et 3 juin, de fortes pluies provoquent des inondations (en) destructrices dans tout Haïti.

## Galerie

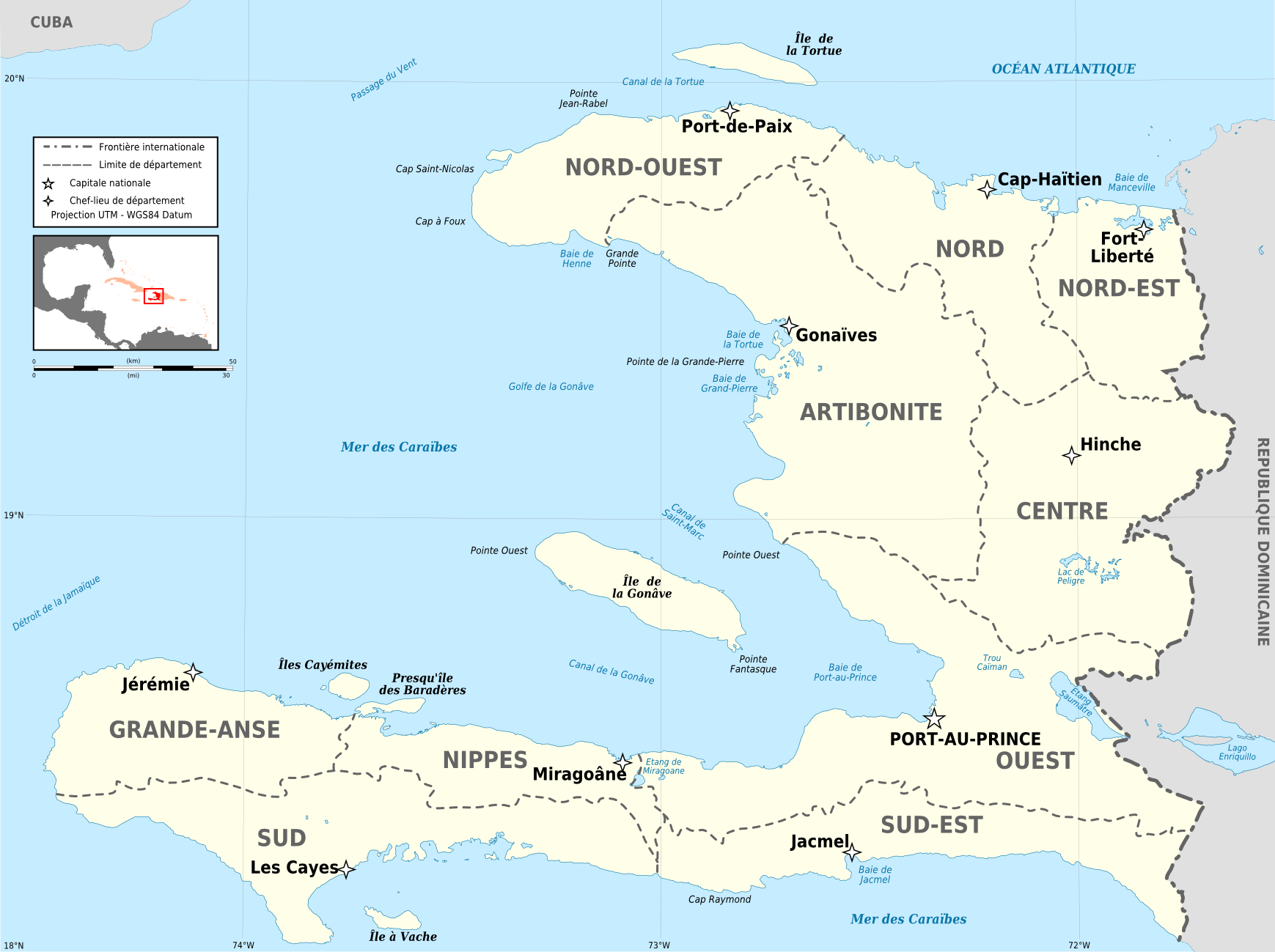
Départements d'Haïti
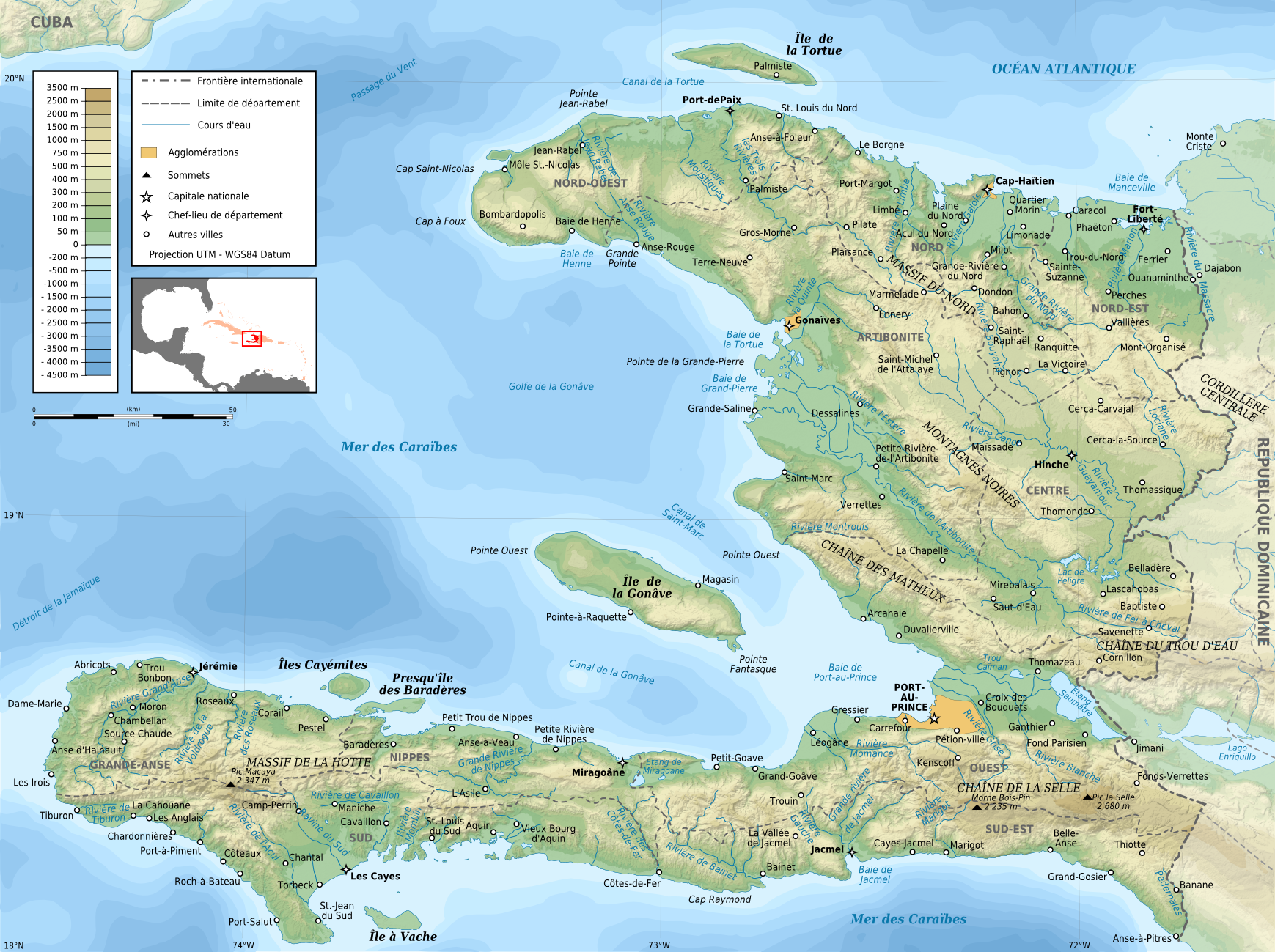
Carte topographique d'Haïti
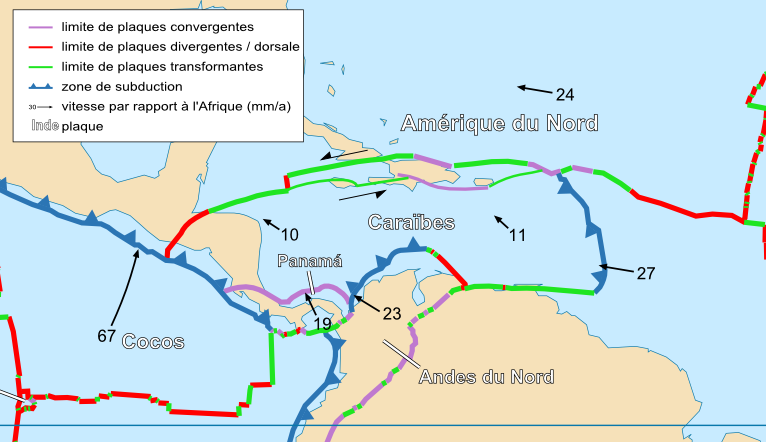
Carte de la plaque caraïbe